# Kanton Sainte-Mère-Église
Der Kanton Sainte-Mère-Église war von 1793 bis 2015 ein französischer Kanton im Arrondissement Cherbourg, im Département Manche und in der Region Normandie. Hauptort war Sainte-Mère-Église.
Der Kanton Sainte-Mère-Église hatte zum 1. Januar 2012 insgesamt 8341 Einwohner.

## Gemeinden
Der Kanton bestand aus 26 Gemeinden:
| Gemeinde                    | Einwohner Jahr | Fläche km² | Bevölkerungsdichte | Code INSEE | Postleitzahl |
| --------------------------- | -------------- | ---------- | ------------------ | ---------- | ------------ |
| Amfreville                  | 288 (2013)     | –          | – Einw./km²        | 50005      | 50480        |
| Angoville-au-Plain          | 66 (2013)      | –          | – Einw./km²        | 50010      | 50480        |
| Audouville-la-Hubert        | 72 (2013)      | –          | – Einw./km²        | 50021      | 50480        |
| Beuzeville-au-Plain         | 48 (2013)      | –          | – Einw./km²        | 50051      | 50480        |
| Beuzeville-la-Bastille      | 163 (2013)     | –          | – Einw./km²        | 50052      | 50360        |
| Blosville                   | 299 (2013)     | –          | – Einw./km²        | 50059      | 50480        |
| Boutteville                 | 57 (2013)      | –          | – Einw./km²        | 50070      | 50480        |
| Brucheville                 | 146 (2013)     | –          | – Einw./km²        | 50089      | 50480        |
| Carquebut                   | 329 (2013)     | –          | – Einw./km²        | 50103      | 50480        |
| Chef-du-Pont                | 694 (2013)     | –          | – Einw./km²        | 50127      | 50480        |
| Écoquenéauville             | 91 (2013)      | –          | – Einw./km²        | 50170      | 50480        |
| Foucarville                 | 125 (2013)     | –          | – Einw./km²        | 50191      | 50480        |
| Gourbesville                | 170 (2013)     | –          | – Einw./km²        | 50212      | 50480        |
| Hiesville                   | 67 (2013)      | –          | – Einw./km²        | 50246      | 50480        |
| Houesville                  | 322 (2013)     | –          | – Einw./km²        | 50249      | 50480        |
| Liesville-sur-Douve         | 204 (2013)     | –          | – Einw./km²        | 50269      | 50480        |
| Neuville-au-Plain           | 98 (2013)      | –          | – Einw./km²        | 50373      | 50480        |
| Picauville                  | 3.053 (2013)   | –          | – Einw./km²        | 50400      | 50360        |
| Ravenoville                 | 259 (2013)     | –          | – Einw./km²        | 50427      | 50480        |
| Saint-Germain-de-Varreville | 119 (2013)     | –          | – Einw./km²        | 50479      | 50480        |
| Sainte-Marie-du-Mont        | 735 (2013)     | –          | – Einw./km²        | 50509      | 50480        |
| Saint-Martin-de-Varreville  | 198 (2013)     | –          | – Einw./km²        | 50517      | 50480        |
| Sainte-Mère-Église          | 2.588 (2013)   | –          | – Einw./km²        | 50523      | 50480        |
| Sébeville                   | 27 (2013)      | –          | – Einw./km²        | 50571      | 50480        |
| Turqueville                 | 159 (2013)     | –          | – Einw./km²        | 50609      | 50480        |
| Vierville                   | 38 (2013)      | –          | – Einw./km²        | 50636      | 50480        |